# تلوماتشوو
تلوماتشوو (به چکی: Tlumačov) یک منطقهٔ مسکونی در جمهوری چک است که در ناحیه زلین واقع شده‌است. تلوماتشوو ۱۵٫۵۲ کیلومتر مربع مساحت و ۲٬۴۲۹ نفر جمعیت دارد.